# Kompassen (stjärnbild)
För andra betydelser, se Kompassen.
Kompassen (Pyxis på latin) är en liten och svag stjärnbild på södra stjärnhimlen. 
Stjärnbilden är en av de 88 moderna stjärnbilderna som erkänns av den Internationella Astronomiska Unionen.

## Historik
Kompassen tillhör inte de 48 konstellationer som listades av den antike astronomen Ptolemaios i hans samlingsverk Almagest. Den introducerades på 1760-talet av den franske astronomen Nicolas Louis de Lacaille. Han kallade den "Pyxis Nautica" (Sjökompassen), men namnet kortades.

## Stjärnor
Kompassens stjärnbild innehåller inga ljusstarkare stjärnor.
- α - Alfa Pyxidis är en jättestjärna av spektralklass B1,5 med magnitud 3,67, vilket gör den till Kompassens ljusstarkaste stjärna. Den är en Beta Cephei-variabel.
- β - Beta Pyxidis är en dubbelstjärna med magnitud 3,95
- γ - Gamma Pyxidis är en orange jätte av spektralklass K3, med magnitude 4,03.
- T Pyxidis är en rekurrent nova som haft utbrott 1890, 1902, 1920, 1944, 1966 och 2011.
- κ - Kappa Pyxidis är en multipelstjärna där den ljusstarkaste komponenten är en orange jätte. Den kombinerade magnituden är 4,62.
- θ - Theta Pyxidis är en röd jätte med magnitud 4,71.
- δ - Delta Pyxidis är också en multipelstjärna med magnitud 4,87.

## Djuprymdsobjekt

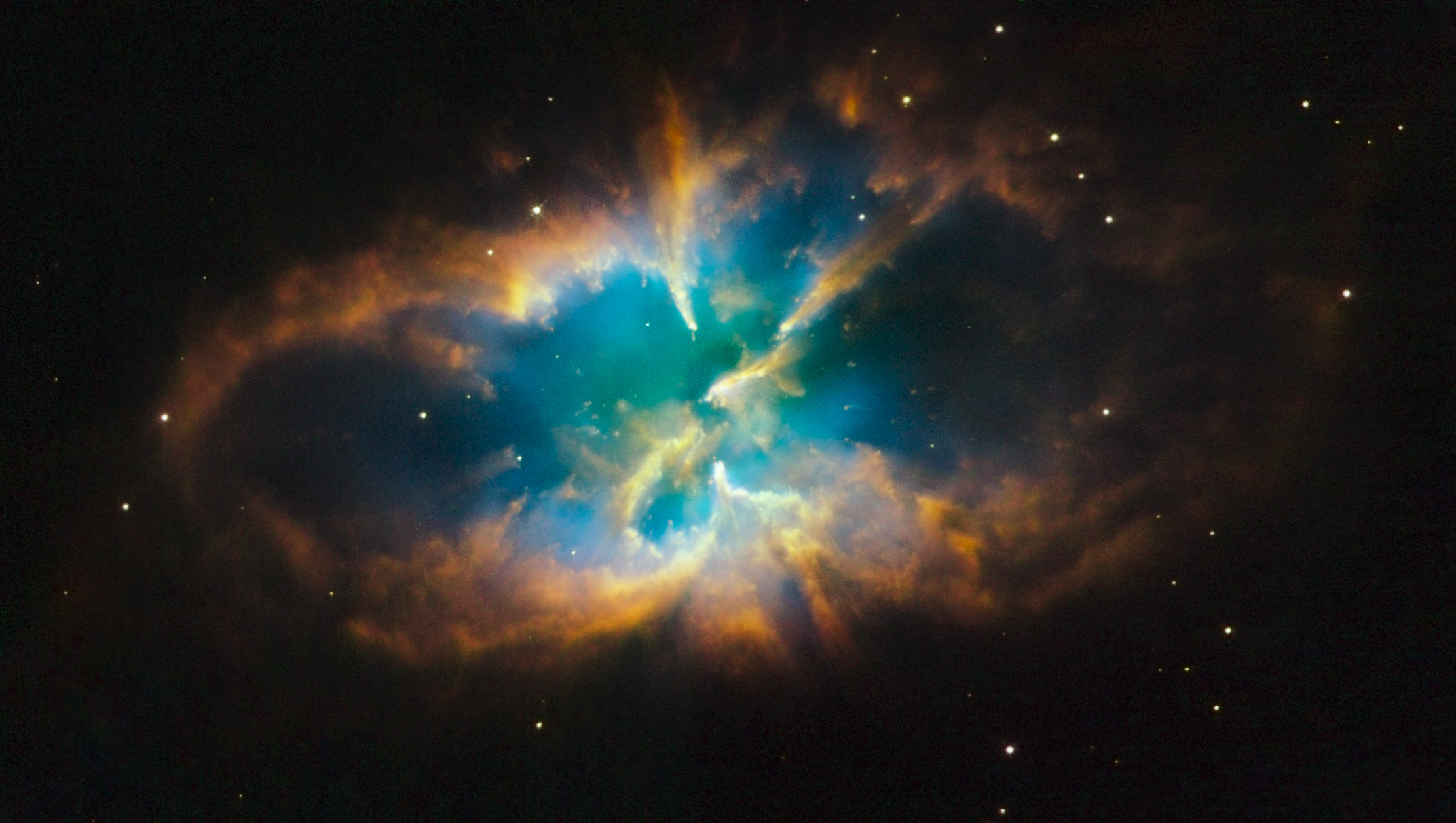
Nebulosan NGC 2818 fotograferad av Hubbleteleskopet.

Stjärnbilden ligger nära Vintergatsplanet och har flera öppna stjärnhopar.

### Stjärnhopar
- NGC 2627 är en öppen stjärnhop med ungefär 40 stjärnor.

### Galaxer
- NGC 2613 är en spiralgalax med magnitud 10,6.

### Nebulosor
- NGC 2818 är en planetarisk nebulosa på ungefär 10400 ljusårs avstånd.